# 로드리게스큰낮도마뱀붙이
로드리게스 자이언트 데이 게코(Rodrigues giant day gecko)라 불리는 로드리게스큰낮도마뱀붙이(Phelsuma gigas)는 낮도마뱀붙이속의 멸종한 종이다. 로드리게스섬과 인접한 섬들에 분포했으며, 대개 나무에 서식했다. 로드리게스큰낮은 곤충, 꽃꿀 따위를 먹었으며, 다른 낮도마뱀붙이속의 종들과는 다르게 확실히 야행성이었다.

## 형태

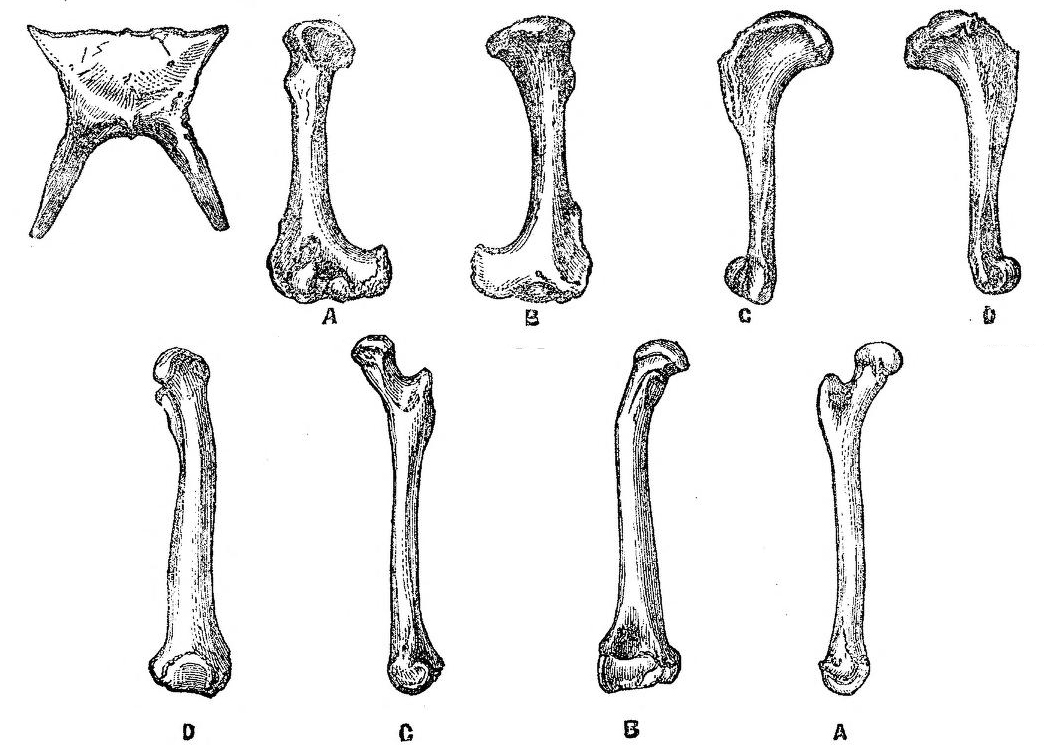
뼈

로드리게스큰낮은 인류가 알고 있는 제일 거대한 도마뱀붙이류 중 하나다. 꼬리까지 최대 40 cm에 달했다. 몸은 회색, 회갈색을 띄었고, 등에는 고르지 않은 검은색 점박이 무늬가 나있었다. 꼬리에는 약간의 검은색 혹은 회색 줄무늬가 나있었다. 혓바닥은 분홍색이었고 옆구리는 옅은 노란색이었다. 최초로 수집되어 종 기술에 쓰인 표본은 잃어버렸다. 오늘날에는 골격의 일부분만이 남아있다.

## 습성
르구아(:en:François Leguat)는 다음과 같이 적었다:
회색을 띄며 (굉장히) 못생긴 또다른 야행성 도마뱀이 있다; 크기와 길이는 사람의 팔과 비슷하고, 고기 맛은 괜찮으며, 라탄야자나무(en:Latania)를 좋아한다.
로드리게스큰낮은 다양한 곤충 따위의 무척추동물을 잡아먹었다. 낮도마뱀붙이속의 다른 종들처럼 달콤하고 부드러운 과육, 꽃가루, 꽃꿀을 먹었을 것이다.

## 분포
로드리게스큰낮은 로드리게스섬과 인접한 섬들에 분포했으며, 1842년에 일오프레가트섬(Ile aux Fregates) 근처의 작은 섬에서 마지막으로 수집되었다.
로드리게스큰낮은 로드리게스섬의 숲의 나무에서 살았던 수목성 도마뱀붙이류였다. 로드리게스큰낮은 사람이 숲을 파괴하고, 사람을 따라 들어온 고양이와 쥐한테 잡아먹혀 멸종했다.